# Werin Cachkawan
Werin Cachkawan (orm. Վերին Ծաղկավան – wieś w Armenii, w prowincji Tawusz. W 2011 roku liczyła 887 mieszkańców.